# 大森·金城學院前車站
大森·金城學院前車站（日语：／ Ōmori-Kinjō-gakuin-mae eki */?）是位於愛知縣名古屋市守山區大森3丁目，為名鐵瀨戶線車站之一。

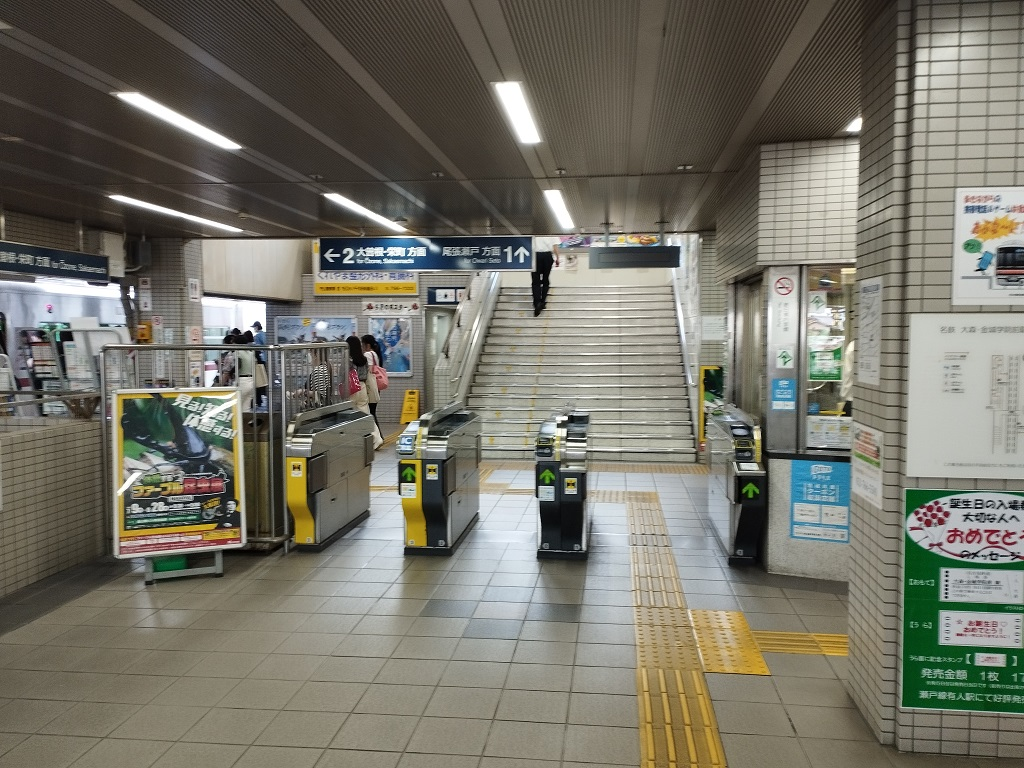
驗票口(2022年8月)

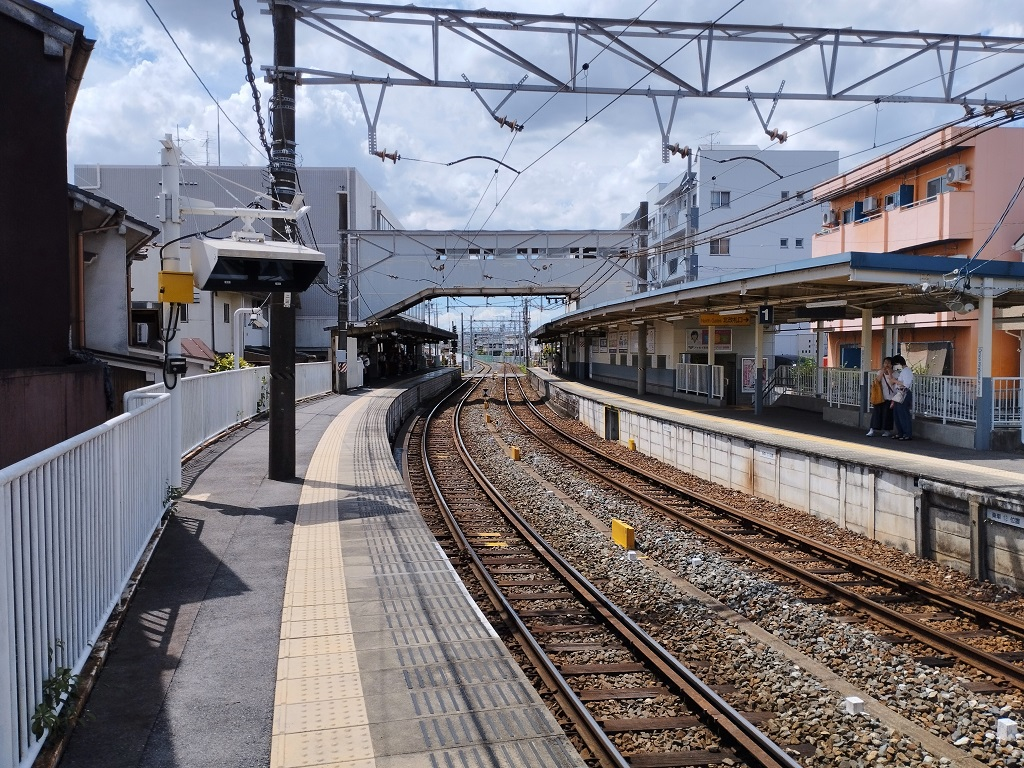
月台(2022年8月)

本站於名古屋鐵道各站中，為站名最長之一站。

## 車站結構
本站為2面2線側式月台之地面車站。

### 月台配置
| 月台 | 路線   | 方向 | 目的地           |
| ---- | ------ | ---- | ---------------- |
| 1    | 瀨戶線 | 下行 | 尾張瀨戶方向     |
| 2    | 瀨戶線 | 上行 | 大曾根、榮町方向 |

### 配線圖
| ← 尾張瀨戶方向  | 大森、金城學院前站 構內配線略圖 | → 大曾根、 榮町方向 |
| 图例 参考文献： |                                 |                     |

## 相鄰車站
名古屋鐵道
 瀨戶線
■急行
喜多山（ST11）－大森·金城學院前（ST12）－尾張旭（ST15）
■準急、■普通
喜多山（ST11）－大森·金城學院前（ST12）－印場（ST13）

## 外部連結
- 大森·金城學院前 - 名古屋鐵道